# 滇越水龙骨
滇越水龙骨（学名：Polypodiodes bourretii）为水龙骨科水龙骨属下的一个种。

## 扩展阅读
- 維基物種上的相關：滇越水龙骨